# Chałków
Chałków (prononciation : [ˈxau̯kuf]) est une localité polonaise de la gmina de Lipie, située dans le powiat de Kłobuck en voïvodie de Silésie.